# Jack Ma
Jack Ma o Ma Yun (馬雲T, 马云S, Mǎ YúnP; Hangzhou, 10 settembre 1964) è un imprenditore cinese.
È stato il primo imprenditore della Repubblica Popolare Cinese ad apparire sulla copertina della rivista Forbes, mentre nel 2009 era stato scelto dalla rivista Time come uno dei cento uomini più importanti al mondo. Nel 2010 fu inoltre selezionato da Forbes come uno degli "Eroi della filantropia nell'Asia" (in inglese: Asia's Heroes of Philanthropy) per i suoi contributi alla lotta contro la povertà.
Nel settembre 2018 annuncia di voler lasciare entro un anno la carica di presidente esecutivo del gruppo Alibaba, pur rimanendo nel Consiglio di Amministrazione fino al 2020, per dedicarsi ad attività di filantropia nel settore dell'istruzione. Nel mese successivo viene rivelata la sua iscrizione al Partito Comunista Cinese. Scomparso per diversi mesi dopo aver criticato la Repubblica Popolare Cinese, riappare in una videoconferenza il 20 gennaio 2021.
Al 2021, secondo Forbes, è il 5° uomo più ricco della Cina e il 26° uomo più ricco del mondo con un patrimonio di oltre 41 miliardi di dollari. Secondo il centro di ricerca cinese Hurun, la sua fortuna ammonterebbe a 55 miliardi di dollari, che ne farebbero il 25° uomo più ricco del mondo e il 4º uomo più ricco della Cina.

## Biografia
È nato a Hangzhou, nella provincia dello Zhejiang, nel 1964, durante la rivoluzione culturale cinese. A dodici anni cominciò ad interessarsi all'inglese, che imparò da solo offrendosi come guida turistica gratuita a Hangzhou. In una intervista sulla Inc.com (tradotto dall'inglese):
Nel 1979 conobbe una famiglia australiana con cui passò diversi giorni, per poi diventare amici e rimanere in contatto epistolare negli anni successivi. Nel 1985 ebbe la prima occasione di uscire dalla Cina, passando le vacanze estive in Australia con tale famiglia. Jack Ma ricorda l'evento come uno dei più importanti della sua vita (tradotto dall'inglese):
Fallì ben due volte gli esami d'ingresso per l'università, ma riuscì infine ad iscriversi alla Hangzhou Teacher's Institute, dove si laureò in inglese nel 1988. Durante i suoi studi divenne presidente dell'unione studentesca della sua università, e successivamente presidente della federazione studentesca di Hangzhou.

## Carriera

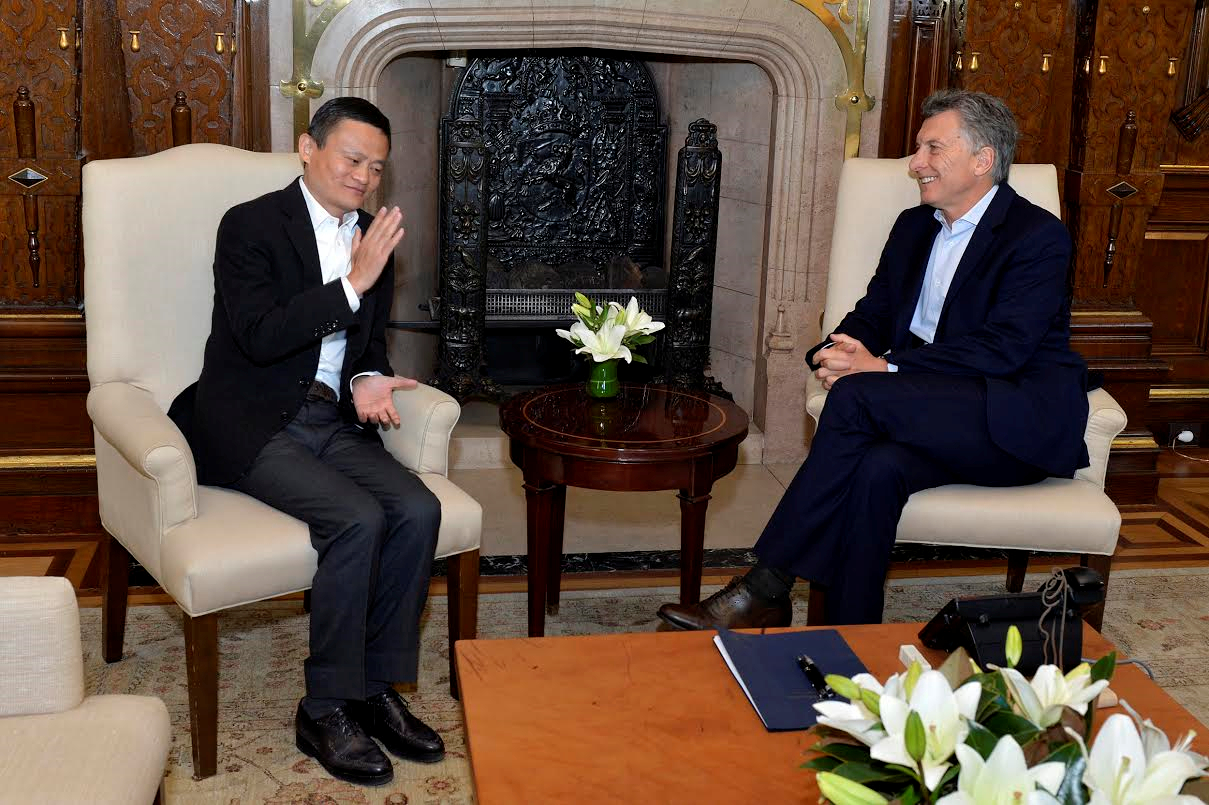
Jack Ma con il 57º Presidente dell'Argentina Mauricio Macri in un incontro nel 2017.

Cominciò la sua carriera come insegnante di inglese all'università, con uno stipendio di soli 100-120 Yuan al mese (circa 15 euro). Nel 1995 ebbe l'occasione di andare a Seattle come interprete di una delegazione commerciale. Lì ebbe l'occasione di connettersi a internet per la prima volta, esperienza che lasciò in lui una forte impressione, tanto da fargli richiedere un prestito di 2.000 dollari per aprire e gestire un sito sulla Cina (China Yellowpages) assieme ad alcuni amici, nonostante la sua totale inesperienza nel campo.
Dopo aver lavorato con alcune compagnie statali quali la China International Electronic Commerce Center per la promozione del commercio elettronico, nel dicembre del 1998 raccolse 60.000 dollari statunitensi assieme a 18 amici con i quali fondò Alibaba.com, per poi fondare la Alibaba Group. Dal 1999 al 2000 la Alibaba Group raccolse un totale di 25 milioni di dollari dalla SoftBank, Goldman Sachs, Fidelity Investments ed altri istituti di credito, e raggiunse la redditività nel dicembre del 2001. Nel maggio del 2003 fu fondata la piattaforma di vendita online Taobao, e nel dicembre del 2004 la Alipay, servizio di pagamento online che fu creato assieme alla Taobao come strumento di pagamento online, divenne un'impresa indipendente. Nell'ottobre del 2005 Alibaba Group assunse il controllo di Yahoo! China, come primo passo per una cooperazione con Yahoo!. Nel 2006 Jack Ma partecipò al corso di formazione commerciale intitolato "China CEO Program" della Cheung Kong Graduate School of Business, per acquisire una formazione amministrativa e commerciale di alto livello ed esser esposto al clima imprenditoriale internazionale.
Nel 2007, in risposta alle critiche mondiali sulla pratica di uccidere gli squali per le loro pinne, Ma annunciò che lui e la sua famiglia avevano rinunciato alla zuppa di pinne di squalo, specialità della cucina cinese, ora e per sempre. Ma ha affermato che quel momento ha creato un nuovo interesse per l'ambientalismo che avrebbe plasmato il suo ethos futuro. Nel gennaio 2009, Alibaba Group ha rivisto la sua politica di quotazione e ha vietato la vendita di prodotti con pinne di squalo su tutte le sue piattaforme di commercio elettronico.All'assemblea annuale degli azionisti di Alibaba.com nel maggio 2009, Ma ha incoraggiato i partecipanti ad agire quando avviano un'attività per affrontare la crisi economica, piuttosto che aspettare che il governo o le aziende li aiutino. Ha ricordato a tutti che le grandi fortune del mondo sono state fatte da persone che hanno visto opportunità che altri non hanno visto, e ha osservato che le conseguenze della recente recessione globale non sarebbero state diverse in termini di esposizione di nuovi modi di fare affari. Alibaba è cresciuta ed è ancora nella fase di crescita del ciclo dell'innovazione.All'assemblea generale annuale degli azionisti di Alibaba.com nel maggio 2010, Ma ha annunciato che il Gruppo Alibaba inizierà nel 2010 a destinare lo 0,3% dei ricavi annuali alla protezione ambientale, in particolare nei progetti per migliorare la qualità dell'acqua e dell'aria. Sul futuro di Alibaba, ha affermato che:
Nel settembre 2014 è stato riferito che Alibaba stava raccogliendo oltre 25 miliardi di dollari in un'offerta pubblica iniziale (IPO) alla Borsa di New York. Alibaba è diventata una delle società tecnologiche più preziose al mondo dopo aver raccolto tutti i 25 miliardi di dollari, la più grande offerta pubblica iniziale nella storia finanziaria degli Stati Uniti d'America.
Nel 2015, Ma ha effettuato il suo primo acquisto di terreni protetti al di fuori della Cina quando ha acquistato una proprietà di 28,100 acri chiamata Brandon Park a Paul Smiths, ad Adirondack Park nello stato di New York per 23 milioni di dollari.
Ma è stato presidente esecutivo di Alibaba Group, una holding con nove importanti sussidiarie: Alibaba.com, Taobao Marketplace, Tmall, eTao, Alibaba Cloud Computing, Juhuasuan, 1688.com, AliExpress.com e Alipay. Nel novembre 2012, il volume delle transazioni online di Alibaba ha superato i mille miliardi di yuan. Dal 2016, Ma è proprietario di Château de Sours a Bordeaux, Chateau Guerry a Côtes de Bourg e Château Perenne a Blaye nel dipartimento della Gironda.
Il 9 gennaio 2017, Ma ha incontrato il presidente eletto degli Stati Uniti Donald Trump alla Trump Tower, per discutere del potenziale di 1 milione di posti di lavoro nei successivi cinque anni attraverso gli interessi commerciali di Alibaba negli Stati Uniti d'America.
Il 10 settembre del 2018 Ma ha annunciato che si sarebbe dimesso da presidente esecutivo di Alibaba Group Holding nell'anno successivo, smentendo le voci secondo le quali sarebbe stato costretto a farsi da parte dal governo cinese e ha affermato di volersi concentrare sulla filantropia attraverso la sua fondazione. Daniel Zhang, già CEO di Taobao e presidente di Tmall.com, avrebbe quindi guidato Alibaba Group come attuale CEO.
Il 1º ottobre 2020 Ma si è ufficialmente dimesso dal consiglio di amministrazione di Alibaba.
Nel maggio 2021 il Financial Times annuncia che Jack Ma si dimette dalla carica di presidente della "business school" da lui creata.

## Patrimonio
Nel marzo 2014, la rivista finanziaria americana Fortune ha annunciato i "50 più grandi leader del mondo" e Jack Ma, presidente del consiglio di amministrazione del gruppo cinese Alibaba Group "Make the world a better place" si è classificato 16°. Nell'agosto 2014, Bloomberg riteneva che Jack Ma avesse un patrimonio netto di 21,8 miliardi di dollari facendone l'uomo più ricco della Cina. Nella Forbes Rich List nell'ottobre dello stesso anno, Jack Ma divenne l'uomo più ricco della Cina continentale con 119,3 miliardi di yuan.
Nel dicembre dello stesso anno, il Bloomberg Billionaires Index, una classifica giornaliera delle persone più ricche del mondo, pubblicata da Bloomberg ha mostrato che Jack Ma, con un patrimonio netto di 28,6 miliardi di dollari, ha superato i 28,3 miliardi di dollari di Li Ka Shing per diventare l'uomo più ricco dell'Asia. Più della metà della sua ricchezza proviene dalle sue partecipazioni del 6,3% in Alibaba. Queste azioni valgono attualmente 16,3 miliardi di dollari.Inoltre, Jack Ma detiene anche quasi la metà delle azioni di Alipay. Si è classificato alla posizione numero 21 nella lista dei miliardari di Forbes nel 2019, con un patrimonio di 38,6 miliardi dollari. Nell'elenco dei miliardari di Forbes 2020,il patrimonio raggiunge i 50,4 miliardi di dollari.
Nel novembre 2020 Ant Group ha fatto la sua prima offerta pubblica. Jack Ma detiene l'8,8% di azioni per un valore di circa 35 miliardi di dollari.La sua ricchezza netta raggiungerà i 71,1 miliardi di dollari, diventando così l'undicesima persona più ricca del mondo.Ad'oggi, secondo Forbes, il patrimonio personale ammonta a oltre 46 miliardi di dollari.
Nel 2021, secondo la rivista Forbes, Alibaba Group (società fondata da Ma), è la ventitreesima azienda mondiale con un valore di mercato di 657,5 miliardi di dollari.

## Vita privata

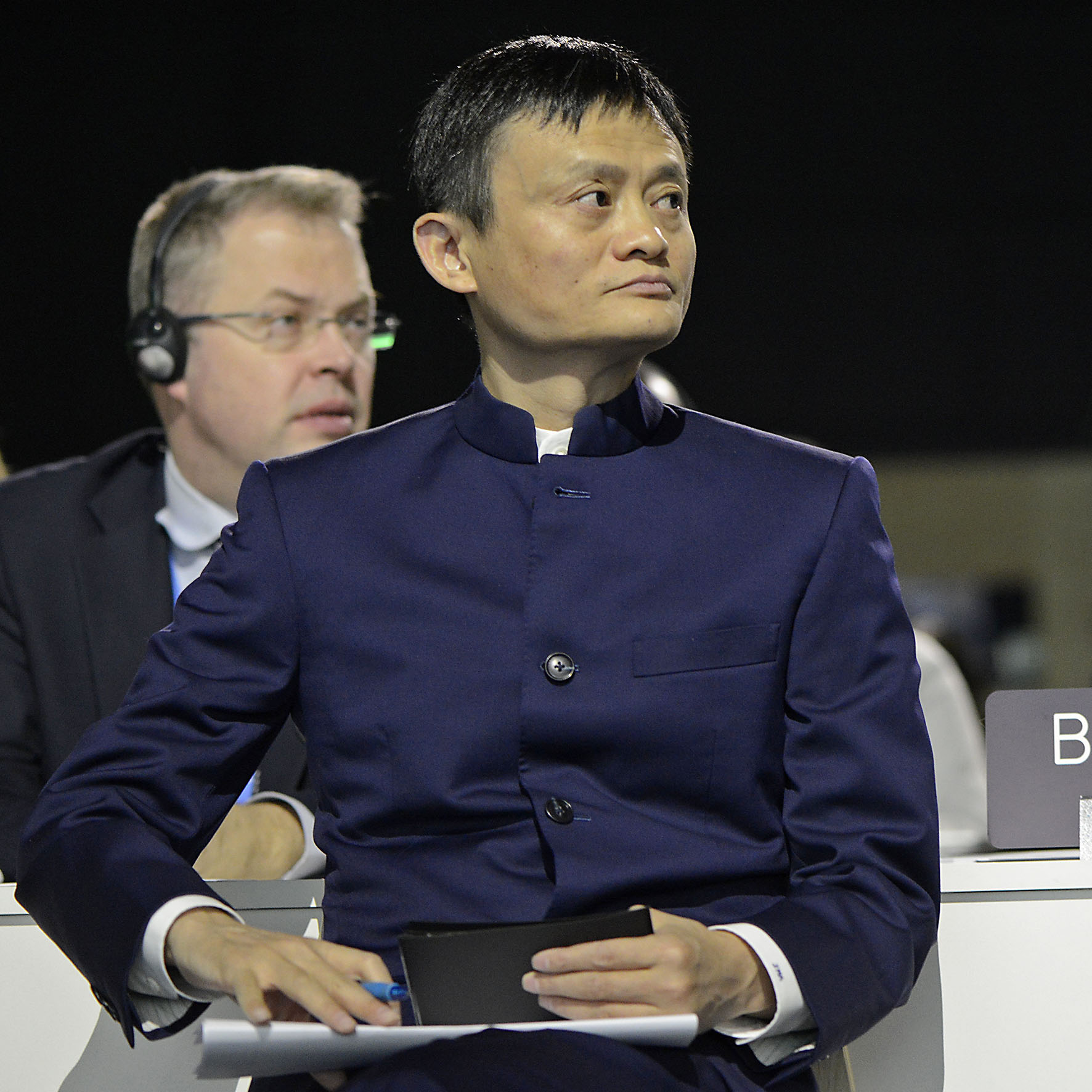
Jack Ma alla conferenza sui cambiamenti climatici delle Nazioni Unite del 2015

Jack Ma ha sposato Cathy Zhang, che ha incontrato durante il college, alla fine degli anni '80. La coppia ha due figli, una femmina e un maschio. Ma è un membro del consiglio di amministrazione di SoftBank ed è uno dei maggiori azionisti di Alibaba.

### Filantropia
Nel 2008, Alibaba ha donato 808.000 dollari alle vittime del terremoto del Sichuan. Nel 2009 Jack Ma è diventato un fiduciario del programma Cina di The Nature Conservancy e nel 2010 è entrato a far parte del consiglio di amministrazione globale dell'organizzazione.
Nel 2014 è il fondatore della Jack Ma Foundation, un'organizzazione filantropica focalizzata sul miglioramento dell'istruzione, dell'ambiente e della salute pubblica.Nel settembre 2018, Ma ha annunciato che si sarebbe ritirato dalla società da lui fondata e fonte della sua ricchezza, Alibaba Group, per perseguire le attività della sua fondazione.
Nel 2019 la fondazione ha avviato l'iniziativa Netpreneur che assegna dieci premi di un milione di dollari ciascuno a dieci imprenditori africani all'anno e ha lanciato un fondo con 14,6 milioni di dollari per sviluppare l'istruzione in Tibet.
Nel 2020 la fondazione ha annunciato di fare parte come partner dell'Earthshot Prize del principe William per trovare soluzioni ai problemi ambientali. Nel marzo 2020 con l'aumento dell'epidemia a livello globale della Pandemia di COVID-19, la fondazione ha annunciato l'intenzione di donare un totale di 500.000 kit di test e 1 milione di maschere agli Stati Uniti d'America. La Fondazione, insieme a Alibaba Group, ha donato materiali simili anche a Iran, Italia, Spagna, Belgio, Giappone e Corea del Sud. Ha anche annunciato una donazione di 1,1 milioni di test, 6 milioni di maschere e 60.000 tute protettive a tutti i paesi africani per combattere la pandemia.

### Intrattenimento
Ha eseguito parte di Can You Feel the Love Tonight, canzone premio Oscar estratta dalla colonna sonora del film d'animazione del 1994 Il re leone, all'evento del compleanno di Alibaba del 2009 era vestito da cantante heavy metal.
Nel 2017, Ma ha fatto il suo debutto come attore con il suo primo cortometraggio di kung fu Gong Shou Dao. È stato girato in collaborazione con il Double 11 Shopping Carnival Singles' Day. Nello stesso anno, ha anche partecipato a un festival di canto e si è esibito in danze durante la festa del 18º anniversario di Alibaba, è apparso sul palco e ha dato una performance ispirata a Michael Jackson.Nello stesso mese, Ma ha anche collaborato con Sir Li Ka Shing in una joint venture per offrire un servizio di portafoglio digitale a Hong Kong.
Nel novembre 2020 nel finale di Africa's Business Heroes, Ma è stato sostituito come giudice nel programma televisivo, con il dirigente di Alibaba Group Peng Lei che ha preso il suo posto, secondo quanto riferito a causa di un conflitto di orari.

### Politica
Jack Ma è membro del Partito Comunista Cinese.

## Riconoscimenti

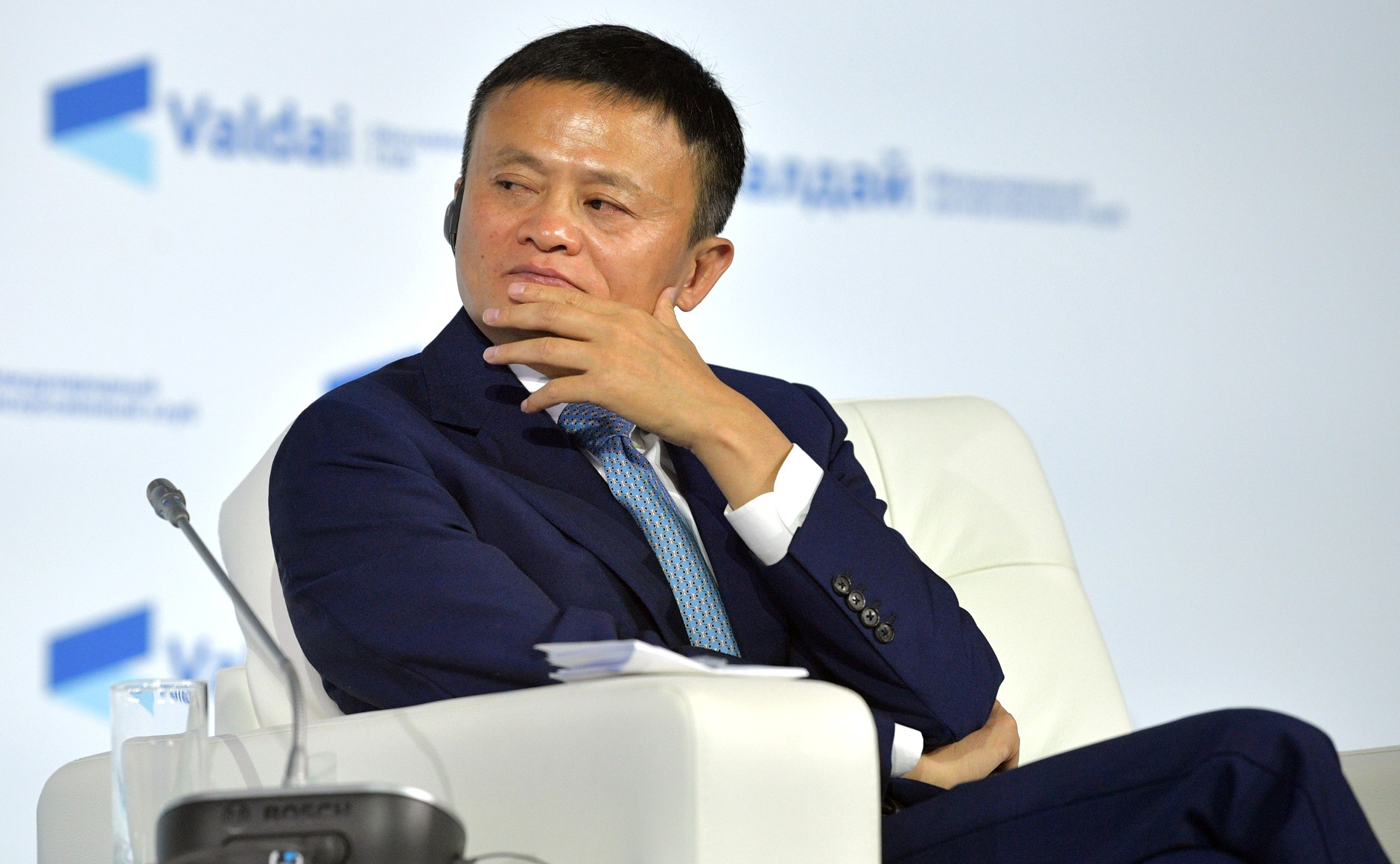
Jack Ma durante una riunione del vertice del club di Valdai

- Nel 2004 è incluso nella Top 10 Business Leaders of the Year dalla China Central Television[69]
- Nel settembre del 2005 viene nominato dal Forum economico mondiale come "Young Global Leader".[69]
- Nel 2005 è incluso tra i "25 uomini d'affari più potenti in Asia" da Fortune.[69]
- Nel 2007 è l'“Uomo d'affari dell'anno” di Businessweek[70]
- Nel 2008 è incluso tra i "30 migliori CEO del mondo" secondo Barron's[71]
- Incluso nelle "100 persone più influenti del mondo" secondo la rivista Time nel 2009 e 2014.[72][73]
- Incluso nella lista delle "persone più potenti in Cina" dalla rivista Businessweek.[74]
- Nel 2009 è incluso in Forbes China's Top 10 Imprenditori più ammirati in Cina.
- Nel 2010 ha ricevuto il titolo di "Eroe della filantropia dell'Asia" da Forbes Asia per aver aiutato i poveri e colpiti da disastri naturali.[75]
- Nel 2013 riceve il riconoscimento di "Dottore honoris causa in Scienze"[76]
- Nel 2013 è il Personaggio dell'anno per la rivista Financial Times[77]
- Nel 2014 è diventato 30° nella lista delle "persone più potenti del mondo" secondo Forbes (2014)[78]
- Nel 2015, l'Asian Award gli ha conferito il premio Imprenditore dell'anno.[79]
- Nel 2017 Fortune ha classificato Ma al secondo posto nella lista dei 50 migliori leader mondiali.[80]
- Nel 2017 un sondaggio di KPMG ha classificato Ma al terzo posto nel sondaggio visionario sull'innovazione tecnologica globale.[81]
- Nell'ottobre 2017, Ma ha ricevuto la laurea honoris causa di dottore in Scienze in Tecnopreneurship dalla Università della Città di Manila.[82]
- Nel maggio 2018, Ma ha ricevuto una laurea honoris causa in scienze sociali dall'Università di Hong Kong in riconoscimento dei suoi contributi alla tecnologia, alla società e al mondo.[83]
- Nel maggio 2018, Ma ha ricevuto una laurea honoris causa dai professori Yaakov Frenkel e Yaron Oz dell'Università di Tel Aviv.[84]
- Nel maggio 2019, Ma e altre 16 influenti figure globali sono state nominate dal Segretario generale delle Nazioni Unite come i nuovi sostenitori degli obiettivi di sviluppo sostenibile.[85]
- Nel luglio 2020, Ma ha ricevuto dal re Abd Allah II di Giordania una medaglia di prima classe per il suo contributo nella lotta contro la pandemia di COVID-19.[86]
- Nell'agosto 2020, Ma ha ricevuto dal Presidente del Pakistan Arif Alvi una medaglia Hilal e Quaid e Azam per il suo contributo nella lotta contro la pandemia di COVID-19.[87]